# تشارلز إدموند بويل
تشارلز إدموند بويل (بالإنجليزية: Charles Edmund Boyle)‏ هو قاضي ومحامي وسياسي أمريكي، ولد في 4 فبراير 1836 في يونيونتاون في الولايات المتحدة، وتوفي في 15 ديسمبر 1888. حزبياً، نشط في الحزب الديمقراطي. وقد انتخب عضو مجلس النواب الأمريكي.